# Birgit Bockmann
Birgit Bockmann (* 1966 in Neumünster) ist eine deutsche Schauspielerin und Theaterregisseurin.

## Leben
Birgit Bockmann studierte nach dem Abitur von 1988 bis 1991 Schauspiel an der Pariser École internationale du théâtre des französischen Theaterpädagogen Jacques Lecoq. Danach kehrte sie nach Deutschland zurück und spielte bis 1997 an diversen Hamburger Theatern. Von 1998 bis 2002 belegte Bockmann das Studienfach „Szenisches Schreiben“ an der Berliner Universität der Künste und nahm in dem Zusammenhang an mehreren Workshops teil, unter anderem bei Simon McBurney und seinem Théâtre de Complicité. 2001 erhielt sie ein Stipendium des Berliner Senats für Dramatikerinnen auf Schloss Wiepersdorf.
Bockmann spielte in der Vergangenheit mehrfach am Hamburger Ohnsorg-Theater und stand 2017 neben Heidi Mahler und Peter Millowitsch in der Rolle der Meta Boldt in dem Klassiker Tratsch im Treppenhaus auf der Bühne der Komödie Düsseldorf. Daneben arbeitet Bockmann auch als Regisseurin und inszenierte unter anderem an der Niederdeutschen Bühne Flensburg, der Niederdeutschen Bühne Neumünster oder dem Lachmöwen-Theater, ferner veranstaltet sie verschiedentlich Lesungen.
Vor der Kamera erlangte Bockmann größere Popularität gegen Ende der 1980er-Jahre als Anwaltssekretärin Birgit in der 33-teiligen Vorabendserie Ein heikler Fall, die sie noch vor Beginn ihrer Schauspielausbildung drehte. Später war sie gastweise in verschiedenen Serien zu sehen, zuletzt bis 2004 in mehreren Folgen der Reihe Die Kinder vom Alstertal.

## Filmografie
- 1985: Backfischliebe
- 1986–1988: Ein heikler Fall (33 Folgen als Birgit)
- 1990: Musik groschenweise
- 1994: Blankenese – Verzweifelte Suche
- 1996: Doppelter Einsatz – Jagdzeit
- 1996: Freunde fürs Leben (2 Folgen als Frau Hufschmidt)
- 1997: Guppies zum Tee
- 1997–2000: Großstadtrevier (3 Folgen)
- 1998: Der Pirat
- 1998: Heimatgeschichten – Alte Liebe
- 1998: Polizeiruf 110 – Katz und Kater
- 1998: Vorübergehend verstorben
- 1998–2004: Die Kinder vom Alstertal (14 Folgen als Claudia Hartung)
- 1999: Adelheid und ihre Mörder – Das große Los
- 1999: Doppeltes Spiel mit Anne
- 2000: Die Rettungsflieger (3 Folgen als Sabina)
- 2001: Die Kommissarin – Bitteres Ende
- 2002: Lilly unter den Linden
- 2002: Die Rosenkrieger
- 2003: Der Ermittler – Absender unbekannt
- 2004: Bella Block: Das Gegenteil von Liebe

## Hörspiele
- 1992: Tödliche Therapie – Autorin: Sara Paretsky – Regie: Ferdinand Ludwig
- 1993: Katja will nich – Autor: Ernst Otto Schlöpke – Regie: Edgar Bessen
- 1996: Güstern is all meist vörbi – Autor: Hans-Hinrich Kahrs – Regie: Edgar Bessen
- 2016: Altes Land – Autorin: Dörte Hansen – Regie: Wolfgang Seesko

## Theaterstücke
- Dingos
- Autobahn
- Seeleuchten
- Der Schimmelreiter